# Bharwari
Bharwari là một thị xã và là một nagar panchayat của quận Kaushambi thuộc bang Uttar Pradesh, Ấn Độ.

## Địa lý
Bharwari có vị trí 25°33′B 81°30′Đ / 25,55°B 81,5°Đ Nó có độ cao trung bình là 88 mét (288 foot).

## Nhân khẩu
Theo điều tra dân số năm 2001 của Ấn Độ, Bharwari có dân số 14.776 người. Phái nam chiếm 52% tổng số dân và phái nữ chiếm 48%. Bharwari có tỷ lệ 59% biết đọc biết viết, thấp hơn tỷ lệ trung bình toàn quốc là 59,5%: tỷ lệ cho phái nam là 66%, và tỷ lệ cho phái nữ là 51%. Tại Bharwari, 16% dân số nhỏ hơn 6 tuổi.